# Boezembrug (Halfweg)
De Boezembrug is een complex van bruggen gelegen in de Haarlemmerstraatweg (Rijksweg 200) te Halfweg. De bruggen liggen over de Rijnlandse boezem, de verbinding tussen de Ringvaart van de Haarlemmermeerpolder en het Zijkanaal F (voorheen het IJ).

## Geschiedenis
Al het verkeer ging aanvankelijk over bruggen over de drie sluizen in de Spaarndammerdijk. In 1839 kwamen er over de sluizen drie spoorbruggen in de spoorlijn Amsterdam - Haarlem. Deze werden in 1868 vervangen door drie gietijzeren bruggen, die tot 1916 in gebruik bleven en waarvan er nog één aanwezig is.
In 1904 werd er ten zuiden van de sluizen een trambrug gebouwd voor de tramlijn Amsterdam - Zandvoort.
De brug voor het wegverkeer over de sluizen voldeed in de jaren twintig niet meer voor het toenemende wegverkeer; de weg was ook te steil. In 1922 begonnen daarom onteigeningen in de buurt om terrein te verkrijgen de verkeersweg door het dorp en over het boezemwater aan te passen en te verbreden. Daartoe moest onder andere een katholieke kerk midden in het dorp gesloopt worden.
In februari 1924 werd met de uitvoering gestart van een groot project tussen Amsterdam en Haarlem. De fietsers werden van de rijbaan van de Rijksweg Amsterdam – Haarlem geweerd; er kwam een vrijliggend fietspad tussen Sloterdijk en Halfweg. Voorts werd er een nieuwe verkeersbrug gelegd ten zuiden van het sluizencomplex en de aarden baan tussen Halfweg en Haarlem werd verbreed, dat laatste karwei werd wegens geldgebrek steeds met een jaar uitgesteld. In augustus werd geconstateerd dat er druk aan de brug gebouwd werd. In mei 1925 lag de overspanning van de nieuwe brug er al, maar er kon nog geen voertuig over de brug.
Donderdag 8 oktober 1925 was het dan zover; de brug werd officieel geopend. Bouwer van de brug was de firma Kloos uit Kinderdijk, van huis uit scheepsbouwer, maar in de jaren zestig van de 19e eeuw langzaam overgaand in algemenere staalbouw zoals bruggen, sluizen, etc. De opening gebeurde in aanwezigheid van de directeur P.J. van Voorst Vader jr. van Rijkswaterstaat en burgemeester L.H. Simons. De brug was destijds voor enige tijd het enige stuk rijksweg tussen Amsterdam en Haarlem, dat die naam mocht dragen. De aanvoerwegen bevonden zich in een slechte staat; daarover regende het klachten.
Die situatie wijzigde in de jaren vijftig/zestig. Na de opheffing van de tramlijn Amsterdam - Zandvoort op 31 augustus 1957 kwam er meer ruimte voor het autoverkeer. De weg werd verbreed, maar wat ooit het breedste deel was, werd vervolgens een flessenhals in het traject. Naast de brug uit 1925 werd op de funderingen van de trambrug in 1957 een tweede verkeersbrug gelegd, voor het verkeer in de richting Haarlem.

## Vanaf 2019
In de jaren tien van de 21e eeuw werd geconstateerd dat het traject tussen Sloterdijk en Halfweg gerenoveerd moest worden. De onderliggende dijk moest verstevigd en verhoogd worden om nog als waterkering te kunnen functioneren; het wegdek moest vervangen worden, de uit 1853 daterende waterleiding moesten vernieuwd worden. Er werd al eerder geconstateerd dat de bruggen aan vervanging toe waren. In 2017 werden daarom werkzaamheden om de brug verricht om te kijken of er veilig gebouwd kon worden. Uit de Tweede Wereldoorlog is bekend dat in en om Halfweg veel bombardementen hebben plaatsgevonden met blindgangers als ongewenst bijresultaat; deze zouden eerst opgeruimd moeten worden, voordat de werkzaamheden gestart konden worden.
De vervanging van de bruggen uit 1925 en 1957 vindt plaats in 2019-2020 in het kader van de algehele vernieuwing van de Haarlemmerweg tussen Sloterdijk en Halfweg. Alle bruggen werden daarbij vervangen door één brug met 2x2 rijstroken, alsmede een voet- en fietspad aan de zuidkant. De brug werd voor gemotoriseerd verkeer in juli 2020 vrijgegeven, maar automobilisten moesten rekening houden met overlast door sloopwerkzaamheden van de oude brug.
Het tijdspad was ongeveer als volgt:
- 4 juni 2019, begin van de sloop van het oudste deel; sloop vond plaats in zes delen;
- 4 december 2019 ; eerste brugpijlers worden geplaatst; buispalen waren al eerder aangebracht;
- 21 januari 2020; zeven betonnen liggers (van totaal 42) worden op hun plaats getakeld;
- 12 februari 2020: langste brugliggers aangebracht; ze zijn 47 meter lang;
- 2 en 3 maart 2020; brugliggers over Zijkanaal F werden gelegd
- 22 april 2020: start asfaltering totale brug
- 8 juni 2020: opening brug

### Ontwerp
De brug is ontworpen door ipv Delft in samenwerking met Buro Cite en Burobol. Aan de hand van een schets vanuit Amsterdam werd gewerkt om een brug te ontwerpen die meer paste bij het dorpse karakter van Halfweg met open zicht op het water en de historische omgeving. Ipv ontwierp voor dat uitzicht onder meer een zitbank op de brug, die zitbank scheidt tevens het voet- en fietsgedeelte Dat voetpadgedeelte ligt overigens toch al 40 cm lager dan fietspad en rijweg en is gebouwd als een uitkraging van de brug. De brug is zelf van beton; het voetpad hangt er in een constructie van composiet, staal en aluminium naast. De brug kreeg een scherpere bocht mee ten einde de snelheid te beperken; bovendien werd ze iets noordelijker gelegd, zodat er een beter uitzicht is op het gemaal. Bedoeling van het lager geplaatste en het afgescheiden liggend voetpad is dat ze als een wandelboulevard kan dienen (voorheen was het een smal voetpad).

## Afbeeldingen

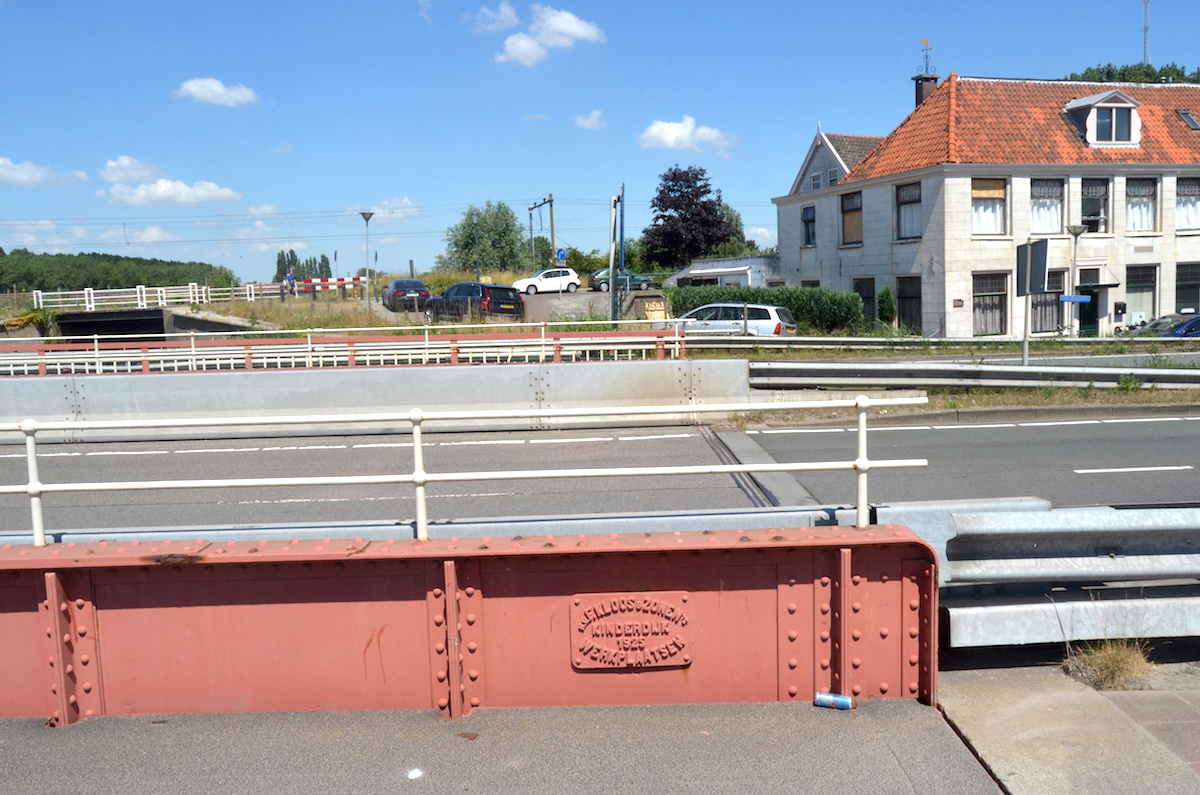
Boezembrug Halfweg (detail), met fabrieksplaat van Kloos Kinderdijk. Op de achtergrond de brug over de sluis, rechts Huis ter Hart; juni 2018.
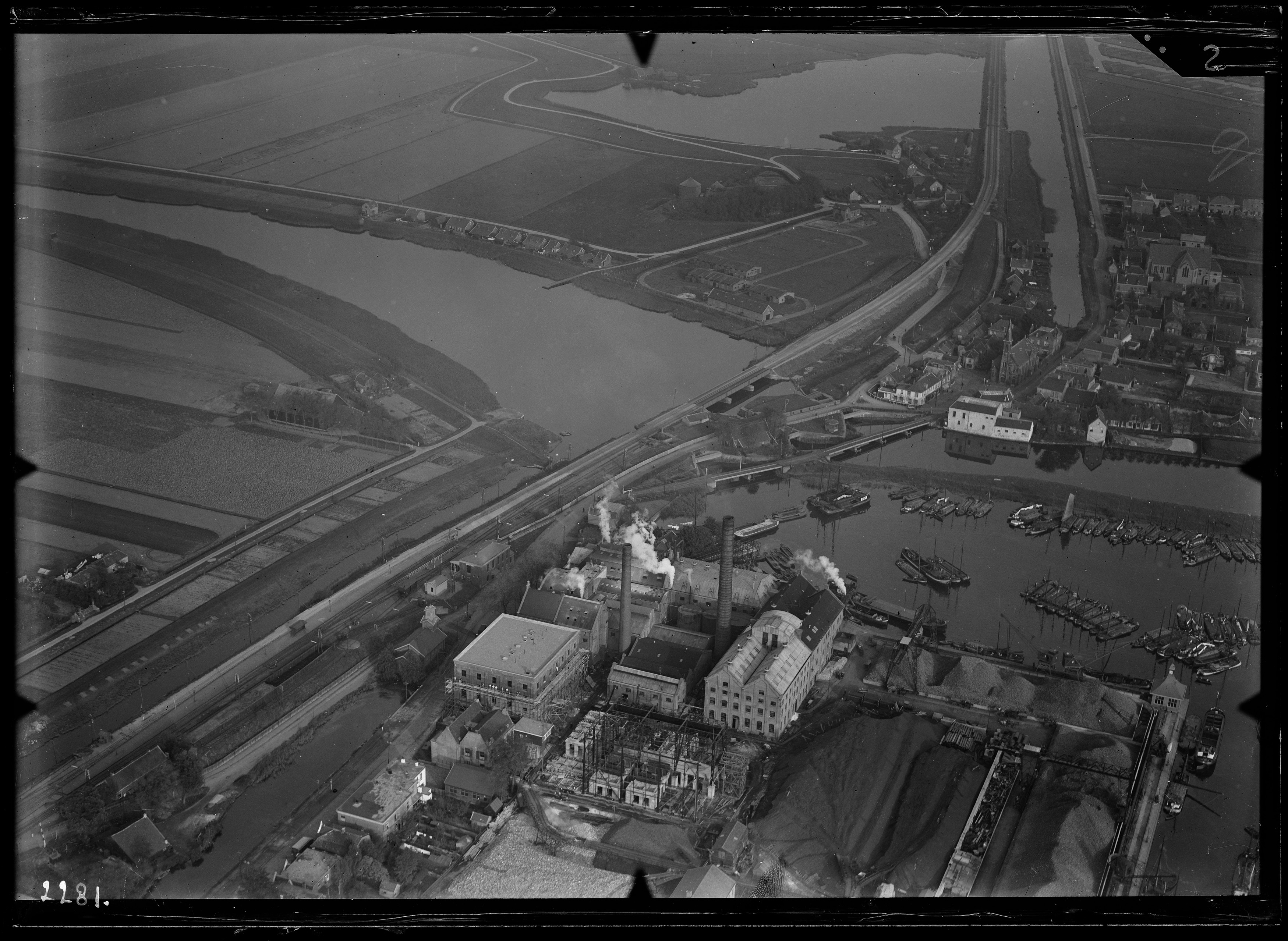
Luchtfoto van Halfweg met op de voorgrond de Suikerfabriek en in het midden de bruggen over de boezem van Rijnland. Vooraan de trambrug uit 1904, daarachter de sluizen en de spoorbrug; circa 1930.
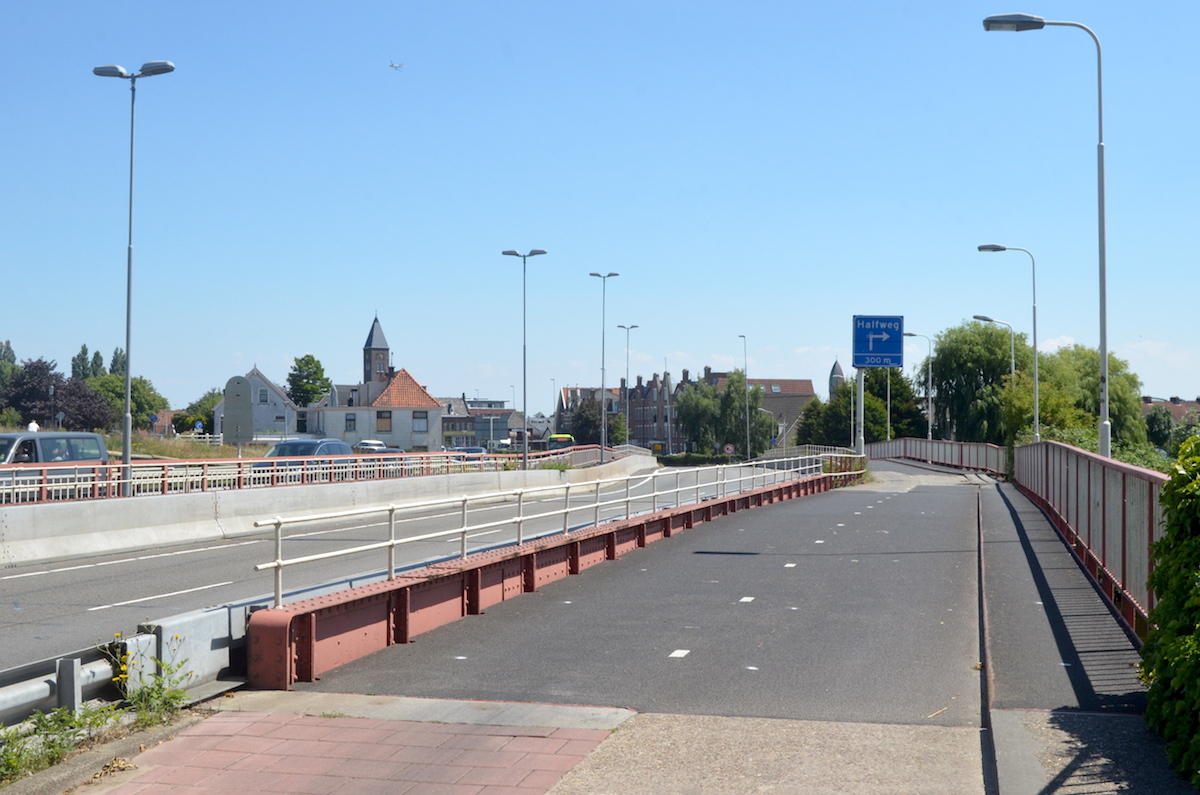
Boezembrug in 2018
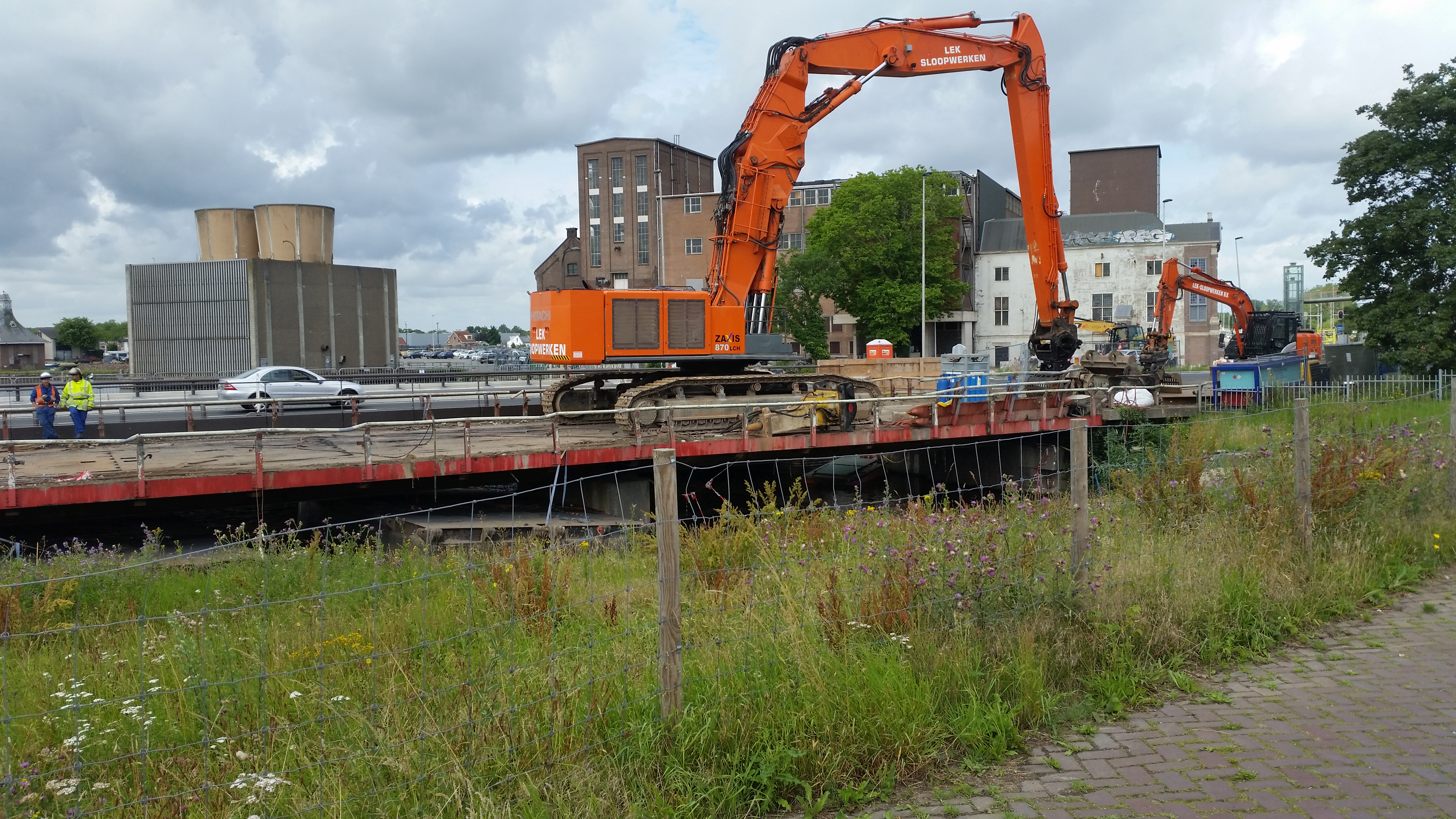
Op de voorgrond de af te breken brug, op de achtergrond de nieuwe brug, juli 2020
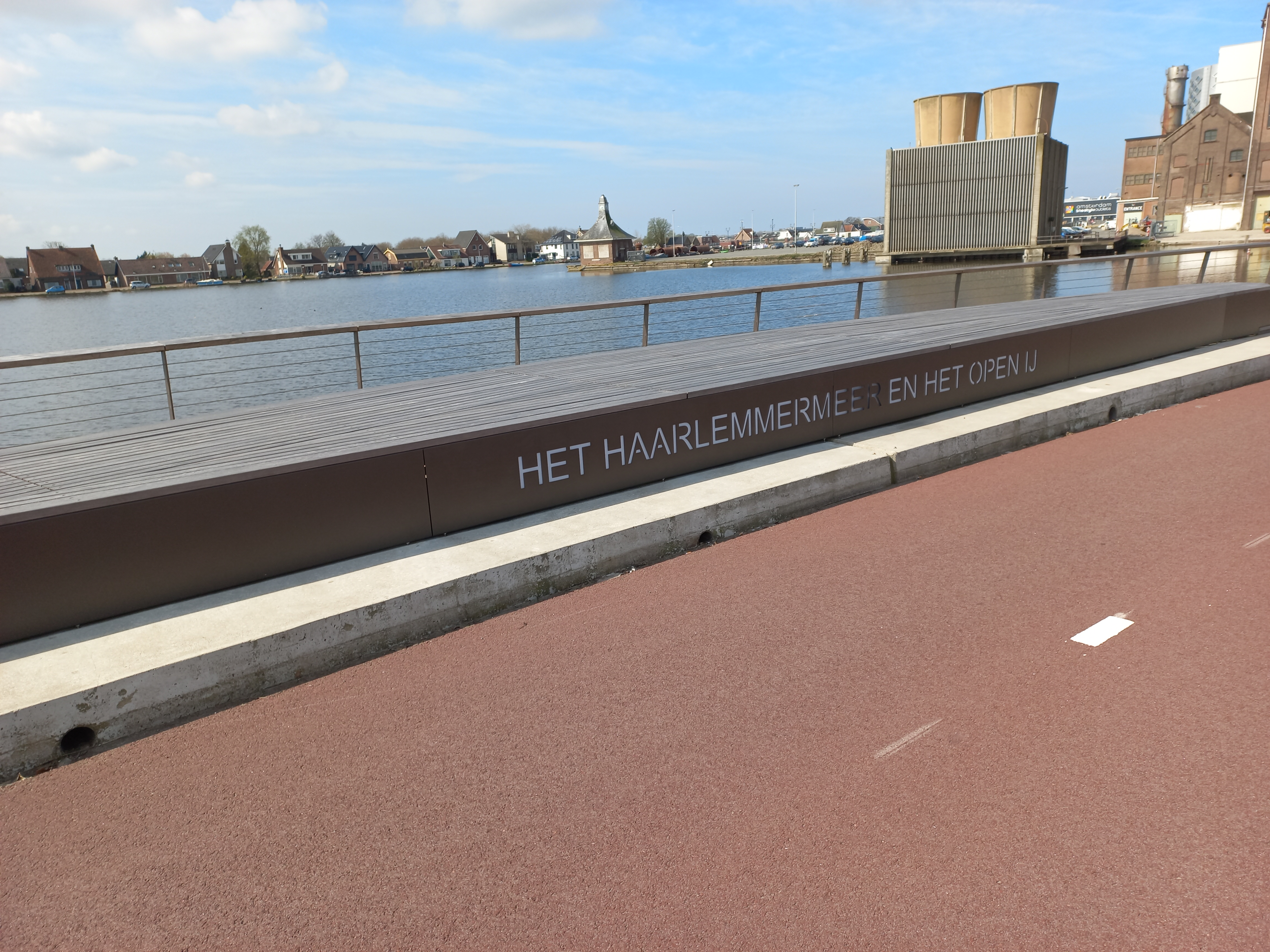
Zitbank, april 2022